# Thomas Allofs
Thomas Allofs est un footballeur allemand né le 17 novembre 1959 à Düsseldorf. Il évoluait au poste d'attaquant. Il est le frère cadet de Klaus Allofs.

## Biographie

### En club
Avec son frère Klaus Allofs il joue quelques années au Fortuna Düsseldorf, avec ce club il remporte deux fois la Coupe d'Allemagne et dispute une finale européenne, la Coupe des Vainqueurs de Coupe, il quitte en 1982 Fortuna Düsseldorf pour rejoindre le FC Kaiserslautern. Trois ans plus tard il rejoint son frère au FC Cologne.
En 1989, il est le meilleur buteur de la Bundesliga (avec Roland Wohlfarth du Bayern Munich), puis il tente une expérience à l'étranger en venant au Racing Strasbourg qui vient de descendre en deuxième division. En onze rencontres il ne marque que deux buts et revient en Allemagne pendant l'hiver 1989-1990 en revenant au Fortuna Düsseldorf. À cause d'une blessure il arrête sa carrière en 1992.
Il dispute un total de 378 matchs en Bundesliga, inscrivant 148 buts dans ce championnat.

### Equipe nationale
Il dispute au total 25 rencontres internationales, mais seulement 2 sélections avec l'équipe A, il joue pour la première fois en 1985 contre le Portugal (en remplacement de Pierre Littbarski). Pour la deuxième sélection deux ans plus tard, contre l'Union Soviétique, il dispute tout le match.
Il participe à la Coupe du monde 1982, où l'Allemagne atteint la finale. Il reste cependant sur le banc des remplaçants tout au long de la compétition.

### Carrière extra sportive
Après le football il dirige une entreprise de recyclage avec 35 employés, jusqu'en octobre 2013 il est au comité directeur du Fortuna Düsseldorf et dirige également une agence de joueurs, Allofs & Westerbeek GbR avec un autre ancien footballeur, Oliver Westerbeek.

## Carrière
- 1978-1982 : Fortuna Düsseldorf  Allemagne
- 1982-1986 : FC Kaiserslautern  Allemagne
- 1986-1989 : FC Cologne  Allemagne
- 1989-1990 : RC Strasbourg  France
- 1989-1992 : Fortuna Düsseldorf  Allemagne[2]

## Palmarès

### En club
- Vainqueur de la Coupe de RFA en 1979 et 1980 avec le Fortuna Düsseldorf
- Finaliste de la Coupe d'Europe des Vainqueurs de Coupe en 1979 avec le Fortuna Düsseldorf

### EnÉquipe de RFA
- 2 sélections entre 1985 et 1988
- Participation à la Coupe du Monde en 1982 (Finaliste)

### Distinction individuelle
- Meilleur buteur du Championnat de RFA en 1989 (17 buts)